# Spinosissimarosor
Spinosissimarosor (Rosa Spinosissima-gruppen), ofta även pimpinellrosor, är en grupp rosor som börjar blomma tidigt på försommaren, ibland redan i maj men främst under juni (i norra Norrland först efter midsommar). Plantorna är synnerligen tåliga (klarar frost m.m.), de kan växa i de flesta typer av jord inklusive nästan ren sand. Buskarna är ofta låga, täta och formade av terrängen.  Ofta används namnet pimpinellros för gruppen, men det är reserverat för den vilda arten pimpinellros (Rosa spinosissima).
De mest kända sorterna är 'Plena' (fylld pimpinellros eller populärt Finlands vita ros), 'Rosa Poppius', 'Stanwell Perpetual', 'Frühlingsduft' och 'Staffa'. 
Att spinosissima betyder taggigast på latin säger en del om rosens karaktär, något som är ett genomgående drag hos många pimpinellrosor.
Spinosissimarosor odlades tidigt i kloster, och senare under 1700-talet odlades de flitigt i Skottland av bland annat bröderna Brown. I Finland förökade tsarens trädgårdsmästare Karl August Freundlich spinosissimarosor under 1800-talet, och man antar att Finlands vita ros ('Plena') är ett resultat av hans arbete.